# 戈氏凹腹鱈
戈氏凹腹鱈，為輻鰭魚綱鱈形目鼠尾鱈科的其中一種。分布於東印度洋澳洲海域，屬深海底棲魚類，棲息深度在376-450公尺，體長可達30公分，棲息在大陸坡底層水域，生活習性不明。